# タルボット・イェルヴァートン (初代サセックス伯爵)
初代サセックス伯爵タルボット・イェルヴァートン（英語: Talbot Yelverton, 1st Earl of Sussex PC KB FRS、1690年5月2日 – 1731年10月27日）は、イギリスの貴族。

## 生涯
初代ロングヴィル子爵ヘンリー・イェルヴァートンとバーバラ・タルボット（Barbara Talbot、サー・ジョン・タルボットの娘）の息子として生まれた。1705年10月20日、オックスフォード大学クライスト・チャーチに入学した。
1704年3月24日に父からロングヴィル子爵の爵位を継承、1713年2月7日に貴族院議員に正式に就任した。1717年2月26日、サセックス伯爵に叙された。その後、1722年から1727年まで寝室侍従を、1725年から1731年まで副軍務伯を務めた。また、1727年のジョージ2世即位に伴い枢密顧問官に任命された。
1722年2月1日に王立協会フェローに選出され、1725年にはロンドン考古協会フェローに選出された。1725年5月27日、バス勲章を授与された。
1731年10月27日に死去、長男ジョージ・オーガスタスが爵位を継承した。

## 家族
1726年11月1日以前にルーシー・ペラム（Lucy Pelham、1695年頃 – 1730年5月25日、ヘンリー・ペラムの娘）と結婚、2男をもうけた。
- ジョージ・オーガスタス（1727年 – 1758年） - 第2代サセックス伯爵
- ヘンリー（1728年 – 1799年） - 第3代サセックス伯爵